# Едреміт (ільче)
Едреміт (тур. Edremit) — ільче (округ) у складі ілу Баликесір на заході Туреччини. Адміністративний центр — місто Едреміт.

## Склад
До складу ільче (округу) входить 2 буджаки (райони) та 26 населених пунктів (6 міст та 20 сіл):
| Поселення | Площа, км² | Населення, осіб (2010) | Центр     | Населені пункти |
| --------- | ---------- | ---------------------- | --------- | --------------- |
| Алтинолук | -          | 19525                  | Алтинолук | 7               |
| Едреміт   | -          | 101430                 | Едреміт   | 19              |

### Найбільші населені пункти
| №  | Населений пункт | Населення, осіб (2010) |
| -- | --------------- | ---------------------- |
| 1  | Едреміт         | 52 132                 |
| 2  | Зейтінлі        | 16 722                 |
| 3  | Алтинолук       | 14 717                 |
| 4  | Акчай           | 10 623                 |
| 5  | Кадикьой        | 6 293                  |
| 6  | Гюре            | 3 829                  |
| 7  | Кизилкечілі     | 3 711                  |
| 8  | Авджилар        | 2 119                  |
| 9  | Ортаоба         | 1 570                  |
| 10 | Нарли           | 1 069                  |